# A Jolly Christmas from Frank Sinatra
A Jolly Christmas from Frank Sinatra è un album natalizio del crooner statunitense Frank Sinatra, pubblicato nel settembre 1957 dalla Capitol Records.

## Il disco
Secondo album natalizio di Sinatra, A Jolly Christmas è diviso in due parti: il lato A contiene canzoni di Natale vecchie e nuove, ma comunque modernizzate dall'arrangiatore Gordon Jenkins; il lato B, invece, contiene canti malinconici, come Adeste fideles.
Nel 1963 l'album fu riproposto dalla Capitol con una copertina e un titolo diversi, The Sinatra Christmas Album. Il titolo originale fu ripreso solo nel 1987 con l'edizione CD, così come la sua cover. Nel 2001, in una nuova edizione, furono aggiunte due tracce addizionali, ma cambiò nuovamente la copertina. Nel 2007 venne riproposta la versione 50º Anniversario, con una traccia aggiuntiva. Infine, nel 2010 viene riproposta in vinile.

## Tracce

### Lato A
1. Jingle Bells - 2:00 - (Pierpont)
2. The Christmas Song - 3:28 - (Tormé, Wells)
3. Mistletoe and Holly - 2:18 - (Sanicola, Sinatra, Stanford)
4. I'll Be Home for Christmas - 3:11 - (Gannon, Kent, Ram)
5. The Christmas Waltz - 3:03 - (Cahn, Styne)
6. Have Yourself a Merry Little Christmas - 3:29 - (Blane, Martin)

### Lato B
1. The First Noel - 2:44 - (Sandys)
2. Hark! The Herald Angels Sing - 2:24 - (Mendelssohn, Wesley)
3. O Little Town of Bethlehem - 2:06 - (Redner, Brooks)
4. Adeste fideles - 2:34 - (Wade)
5. It Came Upon the Midnight Clear - 2:51 - (Sears, Willis)
6. Silent Night - 2:31 - (Gruber, Mohr)

### Tracce aggiunte successivamente
1. White Christmas - 2:37 - (Berlin)
2. The Christmas Waltz (alternate) - 3:01 - (Cahn, Styne)

## Musicisti
- Frank Sinatra - voce;
- Gordon Jenkins - arrangiamenti.